# Arménie au Concours Eurovision de la chanson 2018
L'Arménie est l'un des quarante-trois pays participants du Concours Eurovision de la chanson 2018, qui se déroule à Lisbonne au Portugal. Le pays est représenté par le chanteur Sevak Xanaghian et sa chanson Qami (en arménien : Քամի), sélectionnés via l'émissions Depi Evratesil. C'est la première fois qu'une chanson est entièrement interprétée en arménien au Concours. Le pays est finalement éliminé dès les demi-finales après s'être classé 15e avec 79 points lors de la demi-finale.

## Sélection
La participation de l'Arménie a été confirmée le 27 octobre 2017. Le diffuseur arménien AMPTV a confirmé par la même occasion que l'émission Depi Evratesil servirait à nouveau de sélection.

### Format
Le format de l'émission Depi Evratesil a, pour cette édition, été entièrement revu. Les artistes participants à l'émission seront au nombre de vingt et ils interpréteront des chansons originales. L'émission sera divisée en deux demi-finales et une finale. Lors de chaque demi-finale, dix artistes seront en compétition et cinq d'entre eux se qualifieront. Le vote combinera le vote d'un jury pour une moitié et le télévote arménien pour l'autre. Lors de la finale, le vainqueur sera désigné parmi les dix artistes encore en lice grâce au même système de vote.

### Chansons
Les artistes participants ont été annoncés le 27 décembre 2017. Les chansons ont, pour leur part, été dévoilées progressivement du 15 au 18 janvier 2018 sur la chaîne YouTube officielle de l'émission.
| Artiste            | Chanson                   |
| ------------------ | ------------------------- |
| Alternativ         | Stare at Me               |
| Amaliya Margaryan  | Waiting for the Sun       |
| Angel              | Heartbeat                 |
| Arman Mesropyan    | What You Hide             |
| Asmik Shiroyan     | You & I                   |
| Gata Band          | Shogha                    |
| Gevorg Harutyunyan | Stand Up                  |
| Hayk Kasparov      | Enamórame                 |
| Kamil Show         | Puerto Rico               |
| Lusine Mardanyan   | If You Don't Walk Me Home |
| Maria's Secret     | Escape                    |
| Mariam Petrosyan   | Fade                      |
| Mger Armenia       | Forever                   |
| Nemra              | I'm a Liar                |
| Robert Koloyan     | Get Away With Us          |
| Sevak Xanaghian    | Qami                      |
| Suren Poghosyan    | The Voice                 |
| Tamar Kaprelian    | Poison (Ari Ari)          |
| Tyom               | Follow the Ocean          |
| Zhanna Davtyan     | Unbreakable               |

### Émissions

#### Demi-finales

##### Première demi-finale
| #  | Artiste            | Chanson                   | Jury  | Jury   | Télévote | Télévote | Total | Place |
| #  | Artiste            | Chanson                   | Votes | Points | Voix     | Points   | Total | Place |
| -- | ------------------ | ------------------------- | ----- | ------ | -------- | -------- | ----- | ----- |
| 1  | Gevorg Harutyunyan | Stand Up                  | 31    | 6      | 2 261    | 12       | 18    | 2     |
| 2  | Angel              | Heartbeat                 | 22    | 1      | 54       | 1        | 2     | 10    |
| 3  | Lusine Mardanyan   | If You Don't Walk Me Home | 44    | 10     | 313      | 3        | 13    | 4     |
| 4  | Zhanna Davtyan     | Unbreakable               | 31    | 7      | 259      | 2        | 9     | 7     |
| 5  | Mger Armenia       | Forever                   | 28    | 4      | 1 898    | 8        | 12    | 5     |
| 6  | Nemra              | I'm a Liar                | 66    | 12     | 2,125    | 10       | 22    | 1     |
| 7  | Hayk Kasparov      | Enamórame                 | 27    | 3      | 361      | 4        | 7     | 9     |
| 8  | Tamar Kaprelian    | Poison (Ari Ari)          | 31    | 5      | 543      | 5        | 10    | 6     |
| 9  | Robert Koloyan     | Get Away With Us          | 42    | 8      | 789      | 6        | 14    | 3     |
| 10 | Gata Band          | Shogha                    | 26    | 2      | 1 512    | 7        | 9     | 8     |

##### Deuxième demi-finale
| #  | Artiste           | Chanson             | Jury  | Jury   | Télévote | Télévote | Total | Place |
| #  | Artiste           | Chanson             | Votes | Points | Voix     | Points   | Total | Place |
| -- | ----------------- | ------------------- | ----- | ------ | -------- | -------- | ----- | ----- |
| 1  | Maria's Secret    | Escape              | 30    | 5      | 237      | 3        | 8     | 7     |
| 2  | Arman Mesropyan   | What You Hide       | 19    | 2      | 301      | 4        | 6     | 9     |
| 3  | Kamil Show        | Puerto Rico         | 15    | 1      | 1 917    | 10       | 11    | 5     |
| 4  | Suren Poghosyan   | The Voice           | 27    | 4      | 202      | 2        | 6     | 10    |
| 5  | Amaliya Margaryan | Waiting for the Sun | 56    | 10     | 1 913    | 8        | 18    | 2     |
| 6  | AlternatiV        | Stare at Me         | 42    | 7      | 172      | 1        | 8     | 8     |
| 7  | TyoM              | Follow the Ocean    | 27    | 3      | 336      | 5        | 8     | 6     |
| 8  | Sevak Xanaghian   | Qami                | 59    | 12     | 4 146    | 12       | 24    | 1     |
| 9  | Mariam Petrosyan  | Fade                | 34    | 6      | 898      | 7        | 13    | 4     |
| 10 | Asmik Shiroyan    | You and I           | 42    | 8      | 740      | 6        | 14    | 3     |

#### Finale
| #  | Artiste            | Chanson                   | Jury  | Jury   | Télévote | Télévote | Total | Place |
| #  | Artiste            | Chanson                   | Votes | Points | Voix     | Points   | Total | Place |
| -- | ------------------ | ------------------------- | ----- | ------ | -------- | -------- | ----- | ----- |
| 1  | Sevak Xanaghian    | Qami                      | 84    | 12     | 11 391   | 12       | 24    | 1     |
| 2  | Gevorg Harutyunyan | Stand Up                  | 40    | 3      | 2 849    | 5        | 8     | 7     |
| 3  | Lusine Mardanyan   | If You Don't Walk Me Home | 54    | 7      | 343      | 1        | 8     | 8     |
| 4  | Kamil Show         | Puerto Rico               | 35    | 2      | 5 961    | 10       | 12    | 4     |
| 5  | Amaliya Margaryan  | Waiting for the Sun       | 64    | 8      | 3 507    | 7        | 15    | 3     |
| 6  | Nemra              | I'm a Liar                | 75    | 10     | 5 815    | 8        | 18    | 2     |
| 7  | Mariam Petrosyan   | Fade                      | 47    | 5      | 1 445    | 4        | 9     | 5     |
| 8  | Mger Armenia       | Forever                   | 31    | 1      | 3 364    | 6        | 7     | 9     |
| 9  | Robert Koloyan     | Get Away With Us          | 41    | 4      | 872      | 2        | 6     | 10    |
| 10 | Asmik Shiroyan     | You and I                 | 51    | 6      | 1 229    | 3        | 9     | 6     |

Au terme de la soirée, Sevak Xanaghian et sa chanson Qami sont désignés pour représenter l'Arménie à l'Eurovision 2018.

## À l'Eurovision
L'Arménie a participé à la première demi-finale, le 8 mai 2018. Ne terminant qu'en 15e place avec 79 points, le pays échoue à se qualifier pour la finale. C'est le premier échec du pays depuis 2011.